# شونبرغ (مكلنبورغ)
شونبرغ (بالألمانية: Schönberg, Mecklenburg-Vorpommern) هي بلدة ألمانية تقع في ألمانيا في مكلنبورغ فوربومرن. يقدر عدد سكانها بـ 4,420 نسمة .

## المدن التوأمة
مدينة Färgelanda Municipality هي مدينة توأمة لـشونبرغ (مكلنبورغ).